# Thelephora alta
Thelephora alta är en svampart som beskrevs av Corner 1968. Thelephora alta ingår i släktet vårtöron och familjen Thelephoraceae.   Inga underarter finns listade i Catalogue of Life.